# 芒特貝里 (喬治亞州)
芒特貝里（英語：Mount Berry）是位於美國喬治亞州弗洛伊德縣的一個非建制地區。該地的面積和人口皆未知。

## 地理
芒特貝里的座標為34°16′30″N 85°11′00″W / 34.27500°N 85.18333°W，而該地的平均海拔高度為211米（即692英尺）。